# Johann Klein (Mediziner)
Johann Klein (* 25. März 1788 in Deutsch Hause/Mähren; † 1. April 1856 in Wien) war ein habsburgisch-österreichischer Geburtshelfer und Hochschullehrer.

## Leben
Johann Klein war Sohn eines Müllers. Er absolvierte das Olmützer Gymnasium und ging anschließend zum Studium der Medizin an die Universität Wien. Dort erlangte er 1816 einen Magistergrad in Geburtshilfe und wurde zum Dr. med. promoviert. Ab 1815 war er Assistent am Lehrstuhl für theoretische Geburtshilfe bei Johann Lukas Boër. 1819 ging er als Professor der Geburtshilfe an die chirurgische Lehranstalt der Salzburger Hochschule.
Klein folgte 1822 einem Ruf zurück nach Wien, als Nachfolger Boërs in der Funktion als Leiter der Klinik für Geburtshilfe am Allgemeinen Krankenhaus der Stadt Wien sowie als Ordinarius für praktische Geburtshilfe. Klein war 1830 Geburtshelfer bei der Entbindung des späteren Kaisers Franz Joseph I. 1840 erhielt er zusätzlich die Professur für theoretische Geburtshilfe an der Wiener Universität. Außerdem war Klein Mitglied der k.k. Gesellschaft der Aerzte zu Wien. Zu seinen Assistenten zählten neben Ignaz Semmelweis unter anderen Johann Baptist Chiari, Carl Braun von Fernwald oder Gustav von Braun. Johann Baptist Chiari heiratete später die Tochter Johann Kleins.
Klein verstarb am 1. April 1856 gegen 12 Uhr am Mittag an „Typhus“.

## Kritik
Theodor Puschmann berichtet 1884 über Johann Klein, dass dieser ein eher unbedeutender Arzt gewesen sei, der seine Stellung mehr seiner Persönlichkeit als seinen Fähigkeiten verdankt habe. Zudem beklagt er die geringe Publikationstätigkeit Kleins, die auch Karl von Hecker feststellte.
Alfred Rockenschaub erklärt die Bekanntheit Kleins durch seine Eigenschaft als „bornierter Gegner“ des Hygiene-Pioniers im Bereich der Geburtshilfe Ignaz Semmelweis und hebt wie Puschmann die ungewöhnlich hohe Müttersterblichkeit in der Geburtshilfeklinik Kleins hervor. Wolfgang U. Eckart macht Klein verantwortlich für dieses Phänomen und weist ebenfalls auf die Gegnerschaft zu Semmelweis hin, der einschlägige Problematiken bereits erkannt hatte.